# Weweantic (Massachusetts)
Weweantic é um lugar designado pelo censo localizado no condado de Plymouth no estado estadounidense de Massachusetts. No Censo de 2010 tinha uma população de 2.105 habitantes e uma densidade populacional de 463,9 pessoas por km².

## Geografia
Weweantic encontra-se localizado nas coordenadas 41° 44′ 56″ N, 70° 44′ 26″ O. Segundo a Departamento do Censo dos Estados Unidos, Weweantic tem uma superfície total de 4.54 km², da qual 3.29 km² correspondem a terra firme e (27.57%) 1.25 km² é água.

## Demografia
Segundo o censo de 2010, tinha 2.105 pessoas residindo em Weweantic. A densidade populacional era de 463,9 hab./km². Dos 2.105 habitantes, Weweantic estava composto pelo 87.03% brancos, o 3.23% eram afroamericanos, o 0.67% eram amerindios, o 0.38% eram asiáticos, o 0% eram insulares do Pacífico, o 4.23% eram de outras raças e o 4.47% pertenciam a duas ou mais raças. Do total da população o 1.66% eram hispanos ou latinos de qualquer raça.